# La llegenda de Sleepy Hollow
La llegenda de Sleepy Hollow (títol original en anglès: The Legend of Sleepy Hollow), també coneguda com la Llegenda de la vall encantada o la Llegenda del genet decapitat és un conte de terror de l'escriptor nord-americà Washington Irving. El va publicar en la seva col·lecció The Sketch Book of Geoffrey Crayon, Gent. al 1820 mentre vivia a Birmingham (Anglaterra). La història es basa en un conte alemany popularitzat per la població danesa de la Nova York de la postguerra. L'escriptor i filòleg alemany Johann Musäus va editar el conte original en el seu recull de Contes populars dels alemanys, Volksmärchen der Deutschen (1782–1786).
El conte narra la història d'Ichabod Crane al poble d'origen holandès Tarry Town, poble situat en una clotada anomenada Sleepy Hollow cap al 1790. N'Ichabod Crane és un mestre d'escola originari de Connecticut que competeix amb n'Abraham Van Hunt, un brètol, per l'amor de Katrina Van Tassel, la filla de divuit anys de Baltus Van Tassel, un pagès ric del poble. Un vespre de tardor, en sortir d'una festa a casa dels Van Tassel, el cavaller decapitat persegueix n'Ichabod Crane. En Crane desapareix del poble misteriosament i en Van Hunt s'acaba casant amb na Katrina. Segons el conte, el cavaller decapitat és el fantasma d'un mercenari alemany llogat per l'Imperi Britànic que va perdre el cap durant la Guerra d'Independència per culpa d'una bala de canó perduda durant una batalla; també es diu que el mercenari recorre els camins de nit, buscant la batalla i el seu cap perdut. Des de la desaparició de n'Ichabod Crane, en Van Hunt fa cara de saber-ne més que ningú cada vegada que es parla del tema al poble. El conte pressuposa que segurament en Van Hunt és el mateix genet, tot i que mai explícitament.
El poble de Tarry Town es basa en el poble real de Tarrytown.